# Irina Lehmann
Irina Lehmann (* im 20. Jahrhundert) ist eine Immunologin und Professorin für Epigenetik und Lungenforschung am Berliner Institut für Gesundheitsforschung der Charité Berlin. 

## Leben und beruflicher Werdegang
Irina Lehmann studierte Biologie an der Universität Leipzig. Ab 1990 leitete sie für zehn Jahre am Institut für Klinische Immunologie in Leipzig ein Immundiagnostik-Labor. 1991 wurde sie an der Universität Leipzig im Fach Immunologie promoviert.
Von März 2000 bis 2017 arbeitete sie am Helmholtz-Zentrum für Umweltforschung (UFZ) in Leipzig, bis 2003 als Junior-Gruppenleiterin, ab 2003 leitete sie das Department für Umweltimmunologie. Hier forschte sie  gemeinsam mit Medizinern, Biologen, Chemikern und Physikern zu der Frage, ob und warum Umweltfaktoren allergische Erkrankungen auslösen, welche Effekte Umweltschadstoffe auf das Immunsystem haben und welche Rolle genetische Faktoren oder das soziale Umfeld spielen.
Im Jahr 2018 erhielt Irina Lehmann eine Berufung als Professorin für Epigenetik und Lungenforschung an die Charité, wo sie am Berliner Institut für Gesundheitsforschung (BIH) die Forschungsgruppe Molekulare Epidemiologie leitet. 
Irina Lehmann ist Fachimmunologin der Deutschen Gesellschaft für Immunologie mit Befähigung zur Immundiagnostik und Mitglied der World Allergy Organization.

## Wissenschaftliche Expertise
Irina Lehmann beschäftigt sich wissenschaftlich mit der Rolle von Umwelt- und Lebensstilfaktoren bei der Ausprägung von Krankheitsrisiken in der frühen Kindheit, insbesondere in der pränatalen Phase. Weitere Schwerpunkte sind die Identifizierung von Risikofaktoren für die Entstehung von Asthmaerkrankungen und Allergien, Übergewicht oder Verhaltensauffälligkeiten. Epigenetische Veränderungen unter Feinstaubbelastung sind ein weiterer Forschungsschwerpunkt. Hierbei interessieren sie die Mechanismen der frühen Prägung von Krankheitsrisiken, die womöglich die Brücke zwischen frühen Belastungen und späteren Krankheitsrisiken bilden.
Gemeinsam mit Kollegen vom Deutschen Krebsforschungszentrum (DKFZ) fand sie in einer Studie heraus, warum das kindliche Immunsystem besser als das von Erwachsenen das Sars-CoV-2-Virus abwehren kann. Auch bei der Erforschung der Omikron-Variante sind ihre wissenschaftlichen Erkenntnisse gefragt.